# Liste de peintures de Carolus-Duran
Cette page fournit une liste chronologique de peintures de Carolus-Duran (1837-1917)

## Datés
| Image | Thème          | Titre | Date       | Technique         | Dimensions   | Lieu de Conservation                                                 | Référence                 |
| ----- | -------------- | --- | ---------- | ----------------- | ------------ | -------------------------------------------------------------------- | ------------------------- |
|       | Portrait       | La Dame en noir esquisse | 1859       | huile sur carton  | 27 × 21 cm   | Palais des Beaux-Arts de Lille                                       | Base Joconde              |
|       | Portrait       | Le Convalescent | 1860 vers  | huile sur toile   | 99 × 125 cm  | musée d'Orsay                                                        | Musée                     |
|       | Portrait       | Fantin -Latour et Oulevay                                                                                                   | 1861       | huile sur toile   | 50 × 61 cm   | musée d'Orsay, Paris                                                 | Musée                     |
|       | Portrait       | Portrait de Zacharie Astruc                                                                                                 | 1861       | huile sur bois    | 41 × 31 cm   | Musée d’Orsay                                                        | Base Joconde              |
|       | Portrait       | Homme endormi | 1861       | huile sur toile   | 87 × 85 cm   | Palais des Beaux-Arts de Lille                                       | Base Joconde              |
|       | animalier      | Le Chien de la visite au convalescent                                                                                       | 1861       | huile sur toile   | 79 × 167 cm  | Collection privée                                                    | Artnet                    |
|       | Portrait       | Henri Fantin-Latour (1836–1904)                                                                                             | 1861       | huile sur toile   | 48 × 38 cm   | Metropolitan Museum, New York                                        | Musée                     |
|       | Paysage        | La Promenade dans le bois                                                                                                   | 1861       | huile sur toile   | 60 × 106 cm  | Musée d'art d'Indianapolis                                           | Musée                     |
|       | Portrait       | Edouard Reynart (1802-1879), conservateur du musée de Lille de 1841 à 1879                                                  | 1862       | huile sur toile   | 95 × 75 cm   | Palais des Beaux-Arts de Lille                                       | Musée                     |
|       | Scène de genre | L'Assassiné | 1865       | huile sur toile   | 280 × 420 cm | Palais des Beaux-Arts de Lille                                       | Base Joconde              |
|       | Scène de genre | Le Peintre Matias Moreno | 1867       | huile sur toile   | 81 × 61 cm   | Musée du Prado, Madrid                                               | Musée                     |
|       | Scène de genre | Portrait de Claude Monet | 1867       | huile sur toile   | 46 × 38 cm   | Musée Marmottan Monet, Paris                                         | Musée                     |
|       | Portrait       | Le Baiser Autoportrait de l'artiste avec sa femme                                                                           | 1868       | huile sur toile   | 92 × 91 cm   | palais des Beaux-Arts de Lille                                       | Musée                     |
|       | Paysage        | Bord de mer à marée basse à Audresselles                                                                                    | 1869       | huile sur toile   | 45 × 73 cm   | Palais des Beaux-Arts de Lille                                       | Musée                     |
|       | Paysage        | Bord de mer à Audresselles                                                                                                  | 1869       | huile sur toile   | 54 × 65 cm   | palais des Beaux-Arts de Lille                                       | Musée                     |
|       | Portrait       | L'Espagnole | 1870       | huile sur toile   | 61 × 50 cm   | Musée des Beaux-Arts de Valenciennes                                 | Musenor                   |
|       | Portrait       | Portrait d'Hector Hanoteau                                                                                                  | 1870       | huile sur panneau | 46 × 37 cm   | Collection privée                                                    | Catalogue Schiller & Bodo |
|       | Portrait       | M. Berthon | 1870       | huile sur toile   | 45 × 37 cm   | Ashmolean Museum, Oxford                                             | ArtUK                     |
|       | Portrait       | Portrait d'homme | 1871       | huile sur panneau | 36 × 45 cm   | Musée d'art d'Indianapolis                                           | Musée                     |
|       | Portrait       | Portrait d'Etienne Haro | 1873       | huile             | 73 × 60 cm   | Petit Palais, Paris                                                  | Parismusées               |
|       | Portrait       | Portrait de Louise Cahen d'Anvers                                                                                           | 1875       | huile sur toile   | 160 × 140 cm | Château de Champs-sur-Marne                                          | Base Regards              |
|       | Portrait       | Portrait de Léonie Dufresne, baronne le Vavasseur, puis marquise de Vaucouleurs de Lanjamet                                 | 1875       | huile sur toile   | 132 × 92 cm  | Musée Carnavalet, Paris                                              | Parismusées               |
|       | Portrait       | Portrait d'une femme espagnole (Eva Gonzales ?)                                                                             | 1876       | huile sur panneau | 27 × 21 cm   | Clark Art Institute                                                  | Musée                     |
|       | Portrait       | Portrait de Mrs Harry Vane Milbank, née Alice Sidonie Van den Bergh                                                         | 1877       | huile sur toile   | 117 × 94 cm  | Collection privée, Vente 2016                                        | Catalogue Bonhams         |
|       | Portrait       | Portrait du sculpteur Auguste Préault                                                                                       | 1877       | huile sur toile   |              | Musée des Beaux-Arts de Chartres                                     | Musée                     |
|       | Histoire       | Gloria Mariae Medicis, dit Le triomphe de Marie de Médicis                                                                  | 1878       | huile sur toile   | plafond      | Musée du Louvre                                                      | Musée                     |
|       | Portrait       | La Dame au gant | 1869       | huile sur toile   | 281 × 216 cm | Musée d'Orsay, Paris                                                 | Musée                     |
|       | Portrait       | La Dame au chien Madame Feydeau                                                                                             | 1870       | huile sur toile   | 230 × 164 cm | Palais des Beaux-Arts de Lille                                       | Musée                     |
|       | Portrait       | Les Rieuses | 1870       | huile sur toile   | 90 × 140 cm  | Detroit Institute of Arts                                            | Musée                     |
|       | Portrait       | Georges Feydeau, auteur dramatique                                                                                          | 1870 vers  |                   |              | Palais des Beaux-Arts de Lille                                       | RMN                       |
|       | Portrait       | Portrait de Madame Ernest Feydeau, future Madame Henry Fouquier                                                             | 1873 avant | huile sur panneau | 53 × 39 cm   | Collection privée, Vente 2013                                        | Catalogue Sotheby's       |
|       | Portrait       | Gustave Tempelaere (1840-1904), marchand de tableaux à Paris, ou L'homme au cigare                                          | 1871       | huile sur bois    | 42 × 34 cm   | Palais des Beaux-Arts de Lille                                       | Musée                     |
|       | Portrait       | Henri Regnault mort sur le champ de bataille                                                                                | 1871       | huile sur acajou  | 35 × 53 cm   | Palais des Beaux-Arts de Lille                                       | Musée                     |
|       | Portrait       | Portrait de Madame Alice Hoschede                                                                                           | 1872–1878  | huile sur toile   | 56 × 38 cm   | Musée des Beaux-Arts de Houston                                      | Musée                     |
|       | Portrait       | Portrait en pied de la marquise d'Anforti                                                                                   | 1873       | huile sur toile   | 206 × 127 cm | Musée de Cambrai en dépôt au Musée d'Orsay                           | Musenor                   |
|       | Portrait       | Au bord de la mer, Mademoiselle Croizette (sa belle-sœur)                                                                   | 1873       | huile sur toile   | 340 × 312 cm | Tourcoing, MUba Eugène-Leroy                                         | Musenor                   |
|       | Portrait       | Portrait de Sophie Croizette                                                                                                |            | huile sur toile   | 60 × 49 cm   | Musée des Beaux-Arts de Tours                                        | Musée                     |
|       | Portrait       | Jules Claretie (1840-1913)                                                                                                  | 1874       | huile sur toile   | 57 × 46 cm   | Palais des Beaux-Arts de Lille                                       | Musée                     |
|       | Portrait       | Marie-Anne Carolus-Duran (fille de l'artiste                                                                                | 1874       | huile sur toile   | 130 × 85 cm  | Musée des Beaux-Arts de San Francisco                                | Musée                     |
|       | Mythologie     | Hébé | 1874       | huile sur toile   | 200 × 104 cm | Palais des Beaux-Arts de Lille                                       | Base Joconde              |
|       | Portrait       | Portrait de Philippe Burty                                                                                                  | 1874       | huile sur toile   | 47 × 40 cm   | Allen Memorial Art Museum, Oberlin (Ohio)                            | Musée                     |
|       | Portrait       | Portrait d'Emile de Girardin, Journaliste (1802-1881)                                                                       | 1875       | huile sur toile   | 126 × 106 cm | Palais des Beaux-Arts de Lille                                       | Base Joconde              |
|       | Portrait       | Portrait de femme en robe décolletée                                                                                        | vers 1875  | huile sur toile   | 83 × 65 cm   | Dijon, musée Magnin                                                  | Base Joconde              |
|       | Portrait       | Mademoiselle de Lancey | 1876       | huile sur toile   | 157 × 211 cm | Petit Palais                                                         | Musée                     |
|       | Portrait       | Etude de Lilia | 1876       | huile sur toile   | 55 × 46 cm   | National Gallery of Art, Washington                                  | Musée                     |
|       | Portrait       | Portrait de Philippe Durand-Dassier                                                                                         | 1876       | huile sur toile   | 161 × 112 cm | Musée des Beaux-Arts de Bordeaux                                     | Base Joconde              |
|       | Portrait       | Portrait de Frédéric-Joseph Jourdain                                                                                        | 1876       | huile sur bois    | 25 × 23 cm   | musée de Louviers                                                    | Base Joconde              |
|       | Portrait       | Portrait de Madame Henry Fouquier                                                                                           | 1876       | huile sur toile   | 113 × 86 cm  | Collection privée, Vente 2013                                        | Catalogue Sotheby's       |
|       | Portrait       | Portrait de Nadezhda Polovtsova                                                                                             | 1876       | huile sur toile   | 206 × 124 cm | Musée de l'Ermitage, Saint-Petersbourg                               | Musée                     |
|       | Portrait       | Portrait d'Édouard Manet | 1876       | huile sur toile   | 63 × 45 cm   | Rhode Island School of Design Museum                                 | Musée                     |
|       | Portrait       | Portrait de femme rousse | 1876       | huile sur toile   | 56 × 46 cm   | Palais des Beaux-Arts de Lille                                       | RMN                       |
|       | Portrait       | Portrait de Gustave Doré | 1877       | huile sur toile   | 55 × 46 cm   | Musée d'Art moderne et contemporain de Strasbourg                    | Base Joconde              |
|       | Architecture   | Vue de l'église basse de Saint-François d'Assise                                                                            | 1876       | huile sur panneau | 17 × 28 cm   | Clark Art Institute, Williamstown                                    | Musée                     |
|       | Portrait       | Portrait de James Carroll Beckwith                                                                                          | 1877 vers  | huile sur panneau | 39 × 32 cm   | Heckscher Museum of Art, Huntington                                  | Musée                     |
|       | Portrait       | Portrait de Madame Georges Petit                                                                                            | 1879       | huile sur toile   | 220 × 145 cm | Palais des Beaux-Arts de Lille                                       | Base Joconde              |
|       | Portrait       | Portrait de Maria Pia de Savoie-Portugal                                                                                    | 1880       | huile sur toile   | 236 × 154 cm | Palacio Nacional da Ajuda, Lisbonne                                  | Palais                    |
|       | Portrait       | Édouard Manet | 1880 vers  | huile sur toile   | 65 × 54 cm   | Musée d'Orsay, Paris                                                 | Musée                     |
|       | Portrait       | Princesse Marie de Broglie, née Marie Say                                                                                   | 1881       |                   |              | Château de Chaumont                                                  | Collection                |
|       | Religieux      | L'Embaumement du Christ | 1882       | huile sur toile   |              | Fréjus, église de Notre-Dame de l'Assomption de Saint-Aygulf         | Paroisse                  |
|       | Portrait       | Portrait du baron Antoine d'Ezpeleta                                                                                        | 1882       | huile sur toile   | 55 × 46 cm   | Petit Palais, Paris                                                  | Parismusées               |
|       | Portrait       | Comte Nissim de Camondo | 1882       |                   |              | Chrysler Museum of Art                                               | Appartement               |
|       | Allégorie      | Vision | 1882       | Huile sur toile   | 206 × 126 cm | Collection privée, Vente 2010                                        | Catalogue Sotheby's       |
|       | Animalier      | Le Chien "chinois" | 1884       | Huile sur toile   | 55 × 47 cm   | Petit Palais, Paris                                                  | Parismusées               |
|       | Portrait       | Portrait of Lucy Lee-Robbins                                                                                                | 1884       | Huile sur toile   | 169 × 122 cm | Chrysler Museum of art                                               | Musée                     |
|       | Portrait       | Tête d'homme étude | 1885       | huile sur toile   | 46 × 38 cm   | Musée national de Varsovie                                           | Musée                     |
|       | Portrait       | Portrait d'Anna Obolenskaya                                                                                                 | 1887       | huile sur toile   | 120 × 77 cm  | Musée de l'Ermitage, Saint-Pétersbourg                               | Musée                     |
|       | Portrait       | Natalie à 10 ans | 1887       | huile sur toile   | 80 × 60 cm   | Smithsonian American Art Museum, Washington                          | Musée                     |
|       | Portrait       | Laura à 7 ans | 1887       | huile sur toile   | 56 × 47 cm   | Smithsonian American Art Museum, Washington                          | Musée                     |
|       | Portrait       | Louis Français | 1888       | huile sur toile   | 61 × 50 cm   | Musée d'Orsay, Paris                                                 | Musée                     |
|       | Portrait       | Portrait de Madame Edgard Stern                                                                                             | 1889       | huile sur toile   | 215 × 112 cm | Petit Palais, Paris                                                  | Paris Musées              |
|       | Portrait       | Emmanuel Lansyer | 1889       | huile sur toile   | 65 × 49 cm   | Musée d’Orsay, Paris                                                 | Musée                     |
|       | Portrait       | Charles Gounod | 1890       | huile sur toile   |              | Château de Versailles                                                | RMN                       |
|       | Portrait       | Mrs. William Astor (Caroline Webster Schermerhorn, 1831–1908)                                                               | 1890       | huile sur toile   | 212 × 107 cm | Metropolitan Museum, New York                                        | Musée                     |
|       | Portrait       | Portrait de Marguerite (1883-1973) et Robert (1880-1956) de Broglie                                                         | 1890       | huile sur toile   | 169 × 124 cm | Musée Carnavalet, Paris                                              | Parismusées               |
|       | Portrait       | Margaret (Anderson) (1863–1942), The Honourable Mrs Ronald, Later Dame Margaret, Greville                                   | 1891       | huile sur toile   | 205 × 99 cm  | National trust, Polesden Lacey                                       | ArtUK                     |
|       | Religieux      | Christ en croix inachevé | 1894       | huile sur toile   |              | Fréjus, église de Notre-Dame de l'Assomption de Saint-Aygulf         | Paroisse                  |
|       | Portrait       | Portrait d'Emily Warren Roebling                                                                                            | 1896       | huile sur toile   | 226 × 121 cm | Brooklyn Museum                                                      | Musée                     |
|       | Portrait       | Madame Feydeau et ses enfants                                                                                               | 1897       | huile sur toile   | 190 × 128 cm | Musée national de l'Art occidental, Tokyo                            | Musée                     |
|       | Portrait       | Portrait de Léonard Danel                                                                                                   | 1897       | huile sur toile   | 110 × 185 cm | Palais des Beaux-Arts de Lille                                       | Base Joconde              |
|       | Allégorie      | Obsession | 1898       | huile sur carton  | 81 × 60 cm   | Collection privée, Vente 2014                                        | Catalogue Christie's      |
|       | Portrait       | Portrait de María del Carmen Reyna y Roballos de Fernández Blanco                                                           | 1899       | huile sur toile   | 217 × 105 cm | Musée national des Beaux-Arts (Argentine)                            | Musée                     |
|       | Portrait       | Portrait de femme | 1900       | huile sur toile   | 83 × 57 cm   | Collection privée, Vente 2020                                        | Catalogue Sotheby's       |
|       | Portrait       | Portrait de l'actrice Jane Henriot                                                                                          | 1900       | huile sur toile   |              | Musée de la Comédie française                                        | Comédie Française         |
|       | Mythologie     | Danaé | vers 1900  | huile sur toile   | 100 × 127 cm | Musée des Beaux-Arts de Bordeaux                                     | Base Joconde              |
|       | Portrait       | Berthe Claire de Rothschild, en partance pour l'Opéra - épouse de Louis Philippe Marie Alexandre Berthier, prince de Wagram | 1900 vers  | huile sur toile   | 210 × 109 cm | Collection privée, Vente 2004                                        | Catalogue Rouillac        |
|       | Portrait       | Natalie Barney | 1900 vers  |                   | 24 × 20 cm   | Smithsonian American Art Museum, Washington                          | Musée                     |
|       | Portrait       | Sans titre | 1900 vers  |                   | 23 × 19 cm   | Smithsonian American Art Museum, Washington                          | Musée                     |
|       | Portrait       | Ma Famille | 1902       | huile sur toile   | 285 × 380 cm | Palais des Beaux-Arts de Lille                                       | Base Joconde              |
|       | Portrait       | Portrait d'Arsène Alexandre (1859-1935), historien d'art et critique                                                        | 1902       | huile sur toile   | 46 × 36 cm   | Musée Carnavalet, Paris                                              | Musée                     |
|       | Portrait       | Portrait de Michel Feydeau, l'enfant au chapeau rouge, fils de Georges Feydeau                                              | 1905       | huile sur toile   |              | Palais des Beaux-Arts de Lille                                       | RMN                       |
|       | Portrait       | Portrait du sculpteur Henri Bouchard                                                                                        | 1906       | huile sur toile   | 99 × 73 cm   | Roubaix, Musée d’Art et d’Industrie                                  | Tribune de l'art          |
|       | Portrait       | Portrait d'Augustus Gurnee                                                                                                  | 1910       | huile sur toile   | 116 × 95 cm  | Petit Palais, Paris                                                  | Parismusées               |
|       | Portrait       | Portrait de Charles Gruet                                                                                                   | 1914       | huile sur toile   | 75 × 55 cm   | Musée des Beaux-Arts de Bordeaux en dépôt Hôtel de Ville de Bordeaux | Base Joconde              |
|       | Portrait       | Mme Seligmann Alphandéry née Adèle-Michel Levy (1883-1963)                                                                  | 1914 vers  | huile sur toile   | 75 × 55 cm   | Palais des Beaux-Arts de Lille                                       | Musée                     |

## Dates non documentées
| Image | Thème    | Titre                                            | Date | Technique       | Dimensions | Lieu de Conservation                                            | Référence    |
| ----- | -------- | ------------------------------------------------ | ---- | --------------- | ---------- | --------------------------------------------------------------- | ------------ |
|       | Portrait | Portrait de Jules Denneulin, Peintre (1835-1904) |      | huile sur toile | 37 × 28 cm | Palais des Beaux-Arts de Lille                                  | Base Joconde |
|       | Figure   | Figure d'homme penché en avant                   |      | huile sur toile |            | Moulins, Centre national du costume de scène, Fondation Noureev | Base du CNCS |